# Mesmont (Côte-d'Or)
Mesmont é uma comuna francesa na região administrativa da Borgonha-Franco-Condado, no departamento de Côte-d'Or. Estende-se por uma área de 6,35 km². Em 2010 a comuna tinha 248 habitantes (densidade: 39,1 hab./km²).